# Olof Ekecrantz
Karl Olof Magnus Ekecrantz, född den 19 april 1897 i Halmstad, död den 13 januari 1965 i Lindesberg, var en svensk jurist. Han var son till Otto Ekecrantz.
Ekecrantz avlde studentexamen i Halmstad 1915 och juris kandidatexamen vid Uppsala universitet 1920. Han blev extra ordinarie notarie i Svea hovrätt sistnämnda år och genomförde tingstjänstgöring i Uppsala läns norra domsaga 1920–1922. Ekecrantz blev assessor i Svea hovrätt 1929, fiskal där 1933, tillförordnad revisionssekreterare 1933, hovrättsråd i hovrätten för Övre Norrland 1936 och häradshövding i Lindes domsaga 1940, i Lindes och Nora domsaga 1951. Han var ordförande i arrendenämnderna inom Värmlands, Örebro och Västmanlands läns hushållningssällskapsområden, vice ordförande i Örebro läns hembygdsförbund och ordförande i Lindes fornminnesförening. Ekecrantz blev riddare av Nordstjärneorden 1939 och kommendör av samma orden 1954. Han vilar på Norra kyrkogården i Lindesberg.